# Henri de Valenciennes

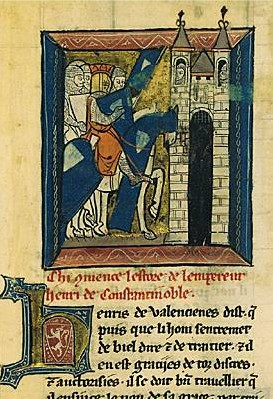
Erste Seite von Henri de Valenciennes' Geschichte des Kaisers Heinrich von Konstantinopel

Henri de Valenciennes war ein Kreuzzugschronist im 13. Jahrhundert. Zusammen mit Geoffroi de Villehardouin und Robert de Clari war er ein Teilnehmer und Chronist des vierten Kreuzzuges (1202–1204) und nachfolgender Ereignisse.
Valenciennes stammte aus Flandern und war ein Kleriker, aber nach einem sündenvollen Leben nahm er aus Buße das Kreuz und schloss sich dem Gefolge Heinrichs von Flandern zum vierten Kreuzzug an. In Konstantinopel wurde er später Kanon in der Hagia Sophia.
Nachdem Heinrich von Flandern im Jahr 1206 zum Kaiser des von den Kreuzfahrern gegründeten lateinischen Kaiserreichs aufgestiegen war, begann Valenciennes mit der Abfassung einer Chronik in Altfranzösisch. Sie beginnt chronologisch im Jahr 1206, also etwa kurz nachdem die Chronik des Villehardouin endet. Im Mittelpunkt seines Berichts steht sein Gönner, Kaiser Heinrich, weshalb dieses Werk eher ein Tatenbericht zu diesem Herrscher darstellt, den er treu ergeben zum Helden stilisiert.
Seit 2004 gilt Henri de Valenciennes als Autor des ursprünglich Henri d’Andeli zugeschriebenen Werks Lai d’Aristote.